# آینه سیاه: بندراسنچ
آینه سیاه: بندراسنچ (به انگلیسی: Black Mirror: Bandersnatch)، یک فیلم تعاملی و بخشی از مجموعه آنتولوژی علمی‌تخیلی بریتانیایی آینه سیاه است. این فیلم توسط خالق سریال آینه سیاه یعنی چارلی بروکر نوشته شده و دیوید اسلید آن را کارگردانی کرده‌است. بعد از اپیزود کله آهنی، این دومین باری است که اسلید کارگردانی یک قسمت از این سریال را برعهده داشته‌است. بندراسنچ در تاریخ ۲۸ دسامبر ۲۰۱۸ توسط نت‌فلیکس منتشر شد.فیون وایتهد، ویل پولتر، کریگ پارکینسون و الیس لو از جمله بازیگران فیلم هستند.
حوادث فیلم در سال ۱۹۸۴ رخ می‌دهد و داستان برنامه‌نویس جوانی به اسم استفان را دنبال می‌کند که قصد دارد بر اساس رمان ماجراجویی خود را انتخاب کنید یک بازی کامپیوتری بسازد که در آن هر شخص بتواند با توجه به دلخواه خود مسیر بازی را پیش ببرد. استفان در این راه به یک کمپانی تولید بازی‌های کامپیوتری می‌رسد و با فردی به اسم کالین ریتمن آشنا می‌شود. فیون وایتهد، بازیگر نقش اصلی فیلم ابتدا خبر نداشت که در حال بازی در یک فیلم تعاملی است و بعد از تماشای بخشی از فیلم متوجه این مسئله شد.
بندراسنچ یک فیلم تعاملی است. بیننده هنگام تماشای آن از نت‌فلیکس قادر است تا بخشی از فیلم را با انتخاب خود جلو ببرد. باتوجه به انتخاب‌های بیینده، زمان فیلم نیز متغیر است. ایده اولیه ساخت یک فیلم تعاملی در دنیای سریال آینه سیاه نخستین بار در مه ۲۰۱۷ به ذهن چارلی بروکر رسید. بروکر ایده خود را با تهیه‌کننده اجرایی پروژه یعنی آنابل جونز در میان گذاشت. خلق یک روایت غیرخطی، نوشتن فیلم‌نامه و ترسیم همه احتمالات برای یک فیلم کار بسیار سختی بود. مراحل فیلم‌برداری و تولید فیلم آنقدر پیچیده بود و به طول انجامید که باعث شد نت‌فلیکس زمان پخش فصل پنجم سریال را تغییر دهد. نخستین تریلر از فیلم در تاریخ ۲۷ دسامبر دسامبر ۲۰۱۸، یعنی درست یک روز پیش از پخش رسمی آن در دسترس قرار گرفت. واکنش منتقدان و تماشاگران به‌طور کلی به فیلم مثبت بود گرچه بعضی از منتقدان اشاره کردند که آینه سیاه به خاطر فضای خود چندان مناسب ساخت یک اثر تعاملی نیست.